# Esclavitud en los Estados Unidos

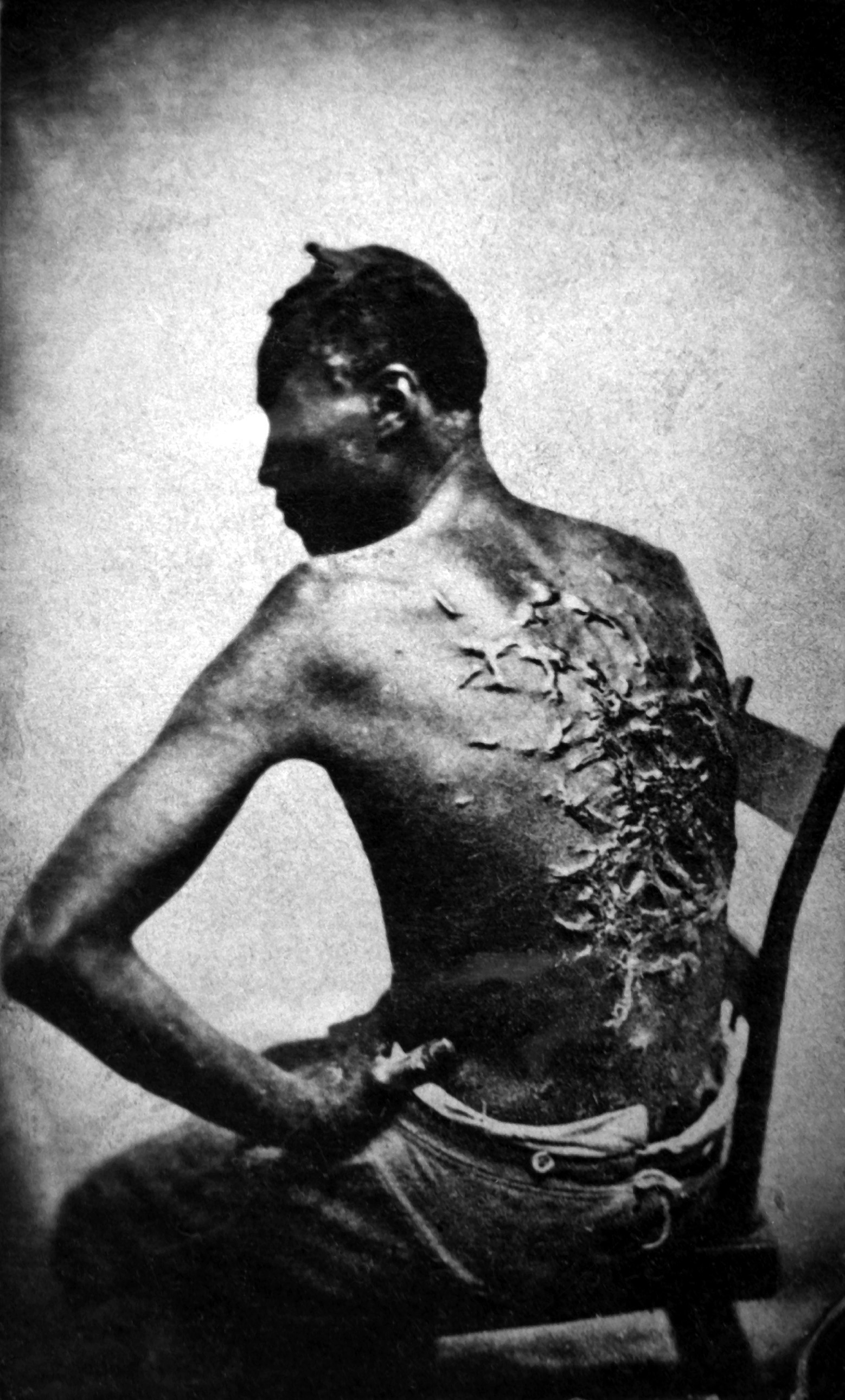
Gordon o Peter Gordon, un esclavo de Misisipí, 1863. Las cicatrices son resultado de los azotes que su capataz le propinó, presuntamente por intentar asesinar a su esposa. El capataz fue despedido por el propietario, Juan Lyons.

La esclavitud en los Estados Unidos se refiere a la institución legal que existió en los Estados Unidos desde su fundación hasta mediados del siglo XX. La esclavitud perduró en aproximadamente la mitad de los estados de EE. UU. hasta su abolición en 1865, y las cuestiones relacionadas con la esclavitud se filtraron en todos los aspectos de la política nacional, la economía y las costumbres sociales.
Los Estados Unidos tuvieron muchos problemas con la esclavitud principalmente debido a su historia de importación y uso masivo de esclavos africanos para trabajar en plantaciones, lo cual se arraigó en la economía y la sociedad durante siglos. Este sistema esclavista creó profundas divisiones y conflictos en el país, culminando en la Guerra Civil en la que la esclavitud fue un factor central.
La esclavitud fue practicada en América del Norte por los indígenas antes y después del arribo de los europeos. España abolió la esclavitud de los indígenas en 1512 con las Leyes de Burgos, salvo en casos particulares, y la prohibió absolutamente en 1542 con las Leyes Nuevas.  La esclavitud continuó en la América británica desde el principio de la era colonial, y continuó posteriormente a la Declaración de Independencia de los Estados Unidos. En total, se importó a las colonias británicas de Norteamérica y a su país sucesor, Estados Unidos, 388,000 esclavos africanos.  Simultáneamente, existió una expansión gradual de abolicionismo en el Norte, mientras la rápida expansión de la industria del algodón desde 1800 causó al Sur aferrarse fuertemente a la esclavitud, e intentar expandirla a los nuevos territorios occidentales del país. Así, la esclavitud polarizó la nación en estados esclavistas y estados libres mediante la línea Mason-Dixon, que separaba a Maryland (esclavista) y Pensilvania (libre).
En la época de la revolución de las Colonias (1775-1783), no obstante que desde 1654 los negros legalmente habían poseído esclavos, el estatus de los esclavizados se había institucionalizado como una casta racial asociada a la ascendencia africana —de hecho, los indígenas de Norteamérica organizaron un comercio bien estructurado de adquisición, posesión para uso propio, transporte y venta de esclavos negros.  Durante la Revolución y poco después, se aprobaron leyes abolicionistas en la mayoría de los estados del Norte y se desarrolló un movimiento para abolir la esclavitud. El papel de la esclavitud en la Constitución de EE. UU. (1789) fue la cuestión más controvertida durante su redacción. Aunque los creadores de la Constitución nunca utilizaron la palabra "esclavitud", el documento final, a través de la cláusula de los tres quintos, otorgó a los propietarios de esclavos un poder político desproporcionado.
Todos los estados del Norte habían abolido la esclavitud de alguna manera en 1805; a veces, la abolición fue un proceso gradual.  Algunos propietarios de esclavos, principalmente en el Alto Sur, liberaron a sus esclavos, y filántropos y grupos de caridad compraron y liberaron a otros. La trata de esclavos en el Atlántico fue prohibida por los estados individuales a partir de la independencia de Inglaterra. El Congreso prohibió el comercio de importación en 1808.: 7 

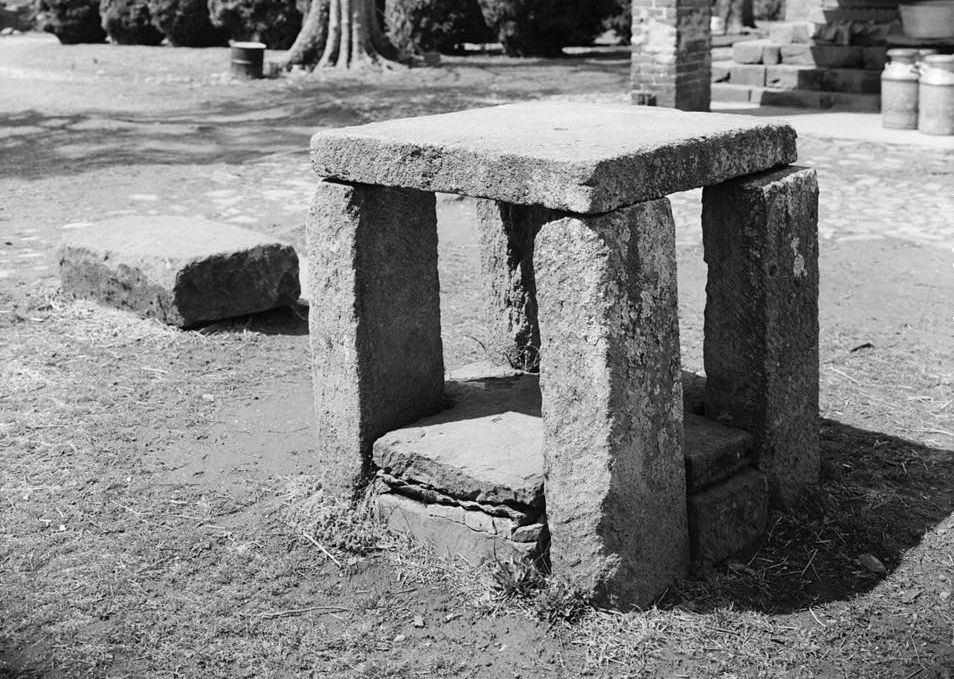
Bloque de subasta de esclavos, Plantación Green Hill, Condado de Campbell, Virginia. Historic American Buildings Survey

  En 1830, había 319,559 negros libres en el país, quienes poseían 12,907 esclavos.
En 1860, justo antes del inicio de la guerra civil que acabó con la esclavitud en el país, vivían en él 488,070 negros libres; la mayoría de ellos en los estados esclavistas.
La esclavitud terminó en EE. UU. el 16 de agosto de 1866, cuando los indios cimarrones (seminola) aceptaron abolir la esclavitud.  Otras docenas de tribus ya habían firmado tratados aboliendo la esclavitud días o meses antes ése mismo año, emancipando a sus esclavos negros.

## Historia

### Orígenes

#### Primeras esclavitudes
Antes del descubrimiento de América en 1492, la esclavitud era común entre los indígenas de América del norte.  En 1508, Ponce de León estableció el asentamiento español en Puerto Rico, que utilizó a los nativos taínos como mano de obra. En 1513, para complementar la menguante población taína, se importaron a Puerto Rico los primeros africanos esclavizados. Por otra parte, los indios empezaron sus primeras capturas para esclavizar europeos en la Florida a partir de 1511; hacia el noroeste de los actuales EE. UU., los indígenas esclavizaron europeos hasta el s. xix.
La abolición de la esclavitud de los indios en 1542 con las Leyes Nuevas aumentó la demanda de esclavos africanos. Bartolomé de las Casas defendió el uso de esclavos africanos como mano de obra adquirida a otras potencias europeas en reemplazo de los indígenas de las Antillas o islas del Caribe, a los que se debía de evangelizar según sus creencias. 
Un siglo y medio más tarde en las colonias británicas, buscando indígenas, los angloamericanos llevaron a cabo razias esclavistas en tierras que hoy son Georgia, Tenesí, las Carolinas, la Florida y posiblemente Alabama. En contraste, ya en 1652 en la colonia inglesa de Isla de Rodas se estableció que todo negro debería ser liberado al cumplir los 24 años, o a los diez años de servicio, equiparando así su condición con la de los numerosos trabajadores no abonados traídos de Gran Bretaña.
El comercio de esclavos de Charles Town, que incluía tanto el comercio como las incursiones directas de los colonos, fue el mayor de las colonias británicas en Norteamérica. Entre 1670 y 1715, se exportaron desde Carolina del Sur entre 24.000 y 51.000 indígenas cautivos, más que el número de africanos importados a las colonias de los futuros Estados Unidos durante el mismo periodo.  Otros indios esclavizados fueron exportados desde Carolina del Sur a Virginia, Pensilvania, Nueva York, Rhode Island y Massachusetts. El historiador Alan Gallay afirma que "el comercio de esclavos indios fue el centro del desarrollo del imperio inglés en el sur de Estados Unidos. El comercio de esclavos indios fue el factor más importante que afectó al Sur en el periodo comprendido entre 1670 y 1715"; las guerras intertribales para capturar esclavos desestabilizaron las colonias inglesas, la Florida española y la Luisiana francesa.
En los siglos XVII y XIX, las tribus ecuestres de indígenas, notablemente los apaches y los utes, controlaban la mayor parte del tráfico de esclavos indígenas, que vendían a españoles, mexicanos y anglosajones.

#### Los primeros esclavos africanos continentales
El primer establecimiento de africanos esclavizados en la América del Norte continental llegó desde la Isla de Santo Domingo para establecerse en el lugar fundado como San Miguel de Gualdape (probablemente situada en la zona de la bahía de Winyah, en la actual Carolina del Sur), fundada por el explorador español Lucas Vázquez de Ayllón en 1526. Se trata de la primera colonia en el actual territorio de los Estados Unidos de América que estuvo formada por africanos, europeos e indígenas de otros lugares. La malograda colonia estuvo formada por 600 personas. Tuvo lugar allí la primera rebelión de una colonia contra la autoridad y también la primera rebelión de esclavos africanos De Ayllón y muchos de sus habitantes murieron poco después de una epidemia y la colonia fue abandonada, desbaratada por los alzamientos para obtener el liderazgo y el maltrato a sus pobladores, durante la cual algunos esclavizados huyeron de la colonia para buscar refugio entre los poblados indígenas cercanos. Los supervivientes y los esclavizados que no habían escapado, unas 150 personas, regresaron a Santo Domingo.
El 28 de agosto de 1565, San Agustín, Florida, fue fundada por el conquistador español Don Pedro Menéndez de Avilés y entre sus colonos llevó consigo a tres africanos esclavizados. Durante los siglos XVI y XVII, San Agustín fue el centro del comercio de personas esclavizadas en la Florida colonial española y el primer asentamiento permanente en lo que se convertiría en los Estados Unidos continentales que incluyó a africanos esclavizados. El primer nacimiento de un esclavo africano en lo que hoy es Estados Unidos fue "Agustín", que nació allí en 1606. Fue bautizado en la fe católica y era hijo de Agustín y Francisca, ambos incluidos como esclavos en los registros bautismales de la iglesia. El gobernador de Florida Don Manuel de Montiano hizo cumplir las órdenes españolas que desde 1693 otorgaban la plena libertad incondicional a los esclavos que escapaban de las colonias británicas.

#### Los esclavos en el régimen de servidumbre británico
Décadas más tarde, en los primeros años de los asentamientos británicos de la bahía de Chesapeake, los funcionarios coloniales tuvieron dificultades para atraer y retener a los trabajadores en las duras condiciones de la frontera, y hubo una alta tasa de mortalidad. La mayoría de los trabajadores vinieron de Gran Bretaña en calidad de criados en régimen de servidumbre, firmando contratos de servidumbre para pagar con trabajo su pasaje, su manutención y su formación, normalmente en una granja. Las colonias tenían economías agrícolas. Estos trabajadores contratados solían ser jóvenes que pretendían convertirse en residentes permanentes. En algunos casos, los criminales condenados eran transportados a las colonias como trabajadores contratados, en lugar de ser encarcelados. Los trabajadores contratados no eran esclavos, pero debían trabajar de cuatro a siete años en Virginia para pagar el coste de su pasaje y mantenimiento.
Los primeros africanos que llegaron a las colonias que Inglaterra se esforzaba por establecer, fueron un grupo de unos 20 esclavizados que llegaron a Point Comfort, Virginia, cerca de Jamestown, en agosto de 1619, traídos por corsarios británicos que los habían capturado de un barco negrero portugués capturado. Los colonos no parecen haber hecho contratos de alquiler para la mayoría de los africanos. Aunque es posible que algunos de ellos fueran liberados al cabo de cierto tiempo, la mayoría permaneció esclavizada de por vida. El historiador Ira Berlin señaló que lo que denominó la "generación de la carta" en las colonias estaba formada a veces por hombres mestizos (criollos atlánticos) que eran siervos contratados y cuya ascendencia era africana e ibérica. Eran descendientes de mujeres africanas y hombres portugueses o españoles que trabajaban en los puertos africanos como comerciantes o facilitadores en el comercio de personas esclavizadas. La transformación del estatus de los africanos, de servidumbre a esclavos en una casta racial de la que no podían salir ni escapar, se produjo a lo largo de la siguiente generación.

#### Primeras leyes sobre la esclavitud
En los primeros años de la historia de Virginia no existían leyes relativas a la esclavitud, pero en 1640, un tribunal de Virginia condenó a John Punch, un angoleño, a cadena perpetua después de que intentara huir de su servicio.  Esto marcó la primera sanción legal de facto de la esclavitud en las colonias inglesas, y fue una de las primeras distinciones legales hechas entre europeos y africanos.  Unos 150 años después, sus descendientes, ahora de apellido Bunch, poseyeron esclavos en Tenesí.
En 1641, Massachusetts se convirtió en la primera colonia en autorizar la esclavitud a través de una ley promulgada. Massachusetts aprobó el Cuerpo de Libertades, que prohibía la esclavitud en muchos casos, pero permitía esclavizar a las personas si eran cautivas de la guerra, si se vendían a sí mismas como esclavas o eran compradas en otro lugar, o si eran condenadas a la esclavitud como castigo por la autoridad gobernante. El Cuerpo de Libertades utilizaba la palabra "extranjeros" para referirse a las personas compradas y vendidas como esclavos; generalmente no eran súbditos ingleses. Los colonos llegaron a equiparar este término con los nativos americanos y los africanos.
El veredicto judicial del pleito Johnson vs. Parker, iniciado en 1653, marca dos hitos en la esclavitud: la primera vez que un hombre negro es declarado propietario de un esclavo y la primera que un hombre es declarado esclavo de otro.  John Casor había alegado que su amo, Anthony Johnson, le había retenido más allá del plazo de su contrato de trabajador no abonado.  Johnson era un negro libre que había llegado a Virginia en 1621 procedente de Angola. Un vecino, Robert Parker, le dijo a Johnson que si no liberaba a Casor, testificaría contra Johnson. Según las leyes locales, Johnson corría el riesgo de perder algunas de sus tierras de propiedad por violar los términos de su contrato sobre Casor; temeroso, Johnson liberó a Casor. Casor procedió a firmar un contrato de no abonado de siete años con Parker.  Sintiéndose engañado, Johnson demandó a Parker para recuperar la propiedad de Casor. Un tribunal del condado de Northampton, Virginia, falló a favor de Johnson, declarando que Parker retenía ilegalmente a Casor de su legítimo amo, que lo tenía legalmente mientras durase su vida.  El caso es importante porque el derecho anglosajón no había, hasta ese momento, reconocido la esclavitud; en las colonias inglesas establecidas en el norte de América, lo hizo a partir de esta sentencia.

#### Primeras leyes de estatus hereditario
Durante el periodo colonial, el estatus de las personas esclavizadas se vio afectado por las interpretaciones relacionadas con el estatus de los extranjeros en Inglaterra. Inglaterra no tenía un sistema de naturalización de los inmigrantes en su isla o en sus colonias. Dado que las personas de origen africano no eran súbditos ingleses por nacimiento, se encontraban entre los pueblos considerados extranjeros y, por lo general, fuera del derecho común inglés. Las colonias se esforzaron por saber cómo clasificar a las personas nacidas de extranjeros y súbditos. En 1656, en Virginia, Elizabeth Key Grinstead, una mujer mestiza, consiguió su libertad y la de su hijo en una impugnación de su estatus presentando su caso como hija cristiana bautizada del inglés libre Thomas Key. Su abogado era un súbdito inglés, lo que puede haber ayudado a su caso. (También era el padre de su hijo mestizo, y la pareja se casó después de que Key fuera liberada).
En 1662, poco después del juicio de Elizabeth Key y de otros desafíos similares, la colonia real de Virginia aprobó una ley que adoptaba el principio de partus sequitur ventrem (llamado partus, para abreviar), que establecía que cualquier hijo nacido en la colonia tomaría el estatus de la madre. El hijo de una madre esclava nacería en la esclavitud, independientemente de que el padre fuera inglés o cristiano nacido en libertad. Esto suponía una inversión de la práctica del derecho consuetudinario en Inglaterra, que dictaminaba que los hijos de súbditos ingleses adoptaban el estatus del padre. El cambio institucionalizó las relaciones de poder sesgadas entre los que esclavizaban a las personas y las mujeres esclavizadas, liberó a los hombres blancos de la responsabilidad legal de reconocer o mantener económicamente a sus hijos mestizos, y limitó en cierto modo el escándalo abierto de los hijos mestizos y el mestizaje al interior de los barrios de esclavos.

#### Aumento del comercio de esclavos
En 1672, el rey Carlos II volvió a constituir la Royal African Company (que se había creado inicialmente en 1660) como monopolio inglés para el comercio de esclavos y productos básicos africanos. En 1698, el parlamento inglés abrió el comercio a todos los súbditos ingleses. El comercio de personas esclavizadas a las colonias del Atlántico medio aumentó sustancialmente en la década de 1680, y en 1710 la población africana en Virginia había aumentado a 23.100 (42% del total); Maryland contaba con 8.000 africanos (14,5% del total). [A principios del siglo XVIII, Inglaterra superó a España y Portugal y se convirtió en el principal comerciante mundial de personas esclavizadas.  Desde principios del siglo XVIII, los comerciantes coloniales británicos, especialmente en Charleston (Carolina del Sur), desafiaron el monopolio de la Royal African Company, y Joseph Wragg y Benjamin Savage se convirtieron en los primeros comerciantes independientes de personas esclavizadas que rompieron el monopolio en la década de 1730.

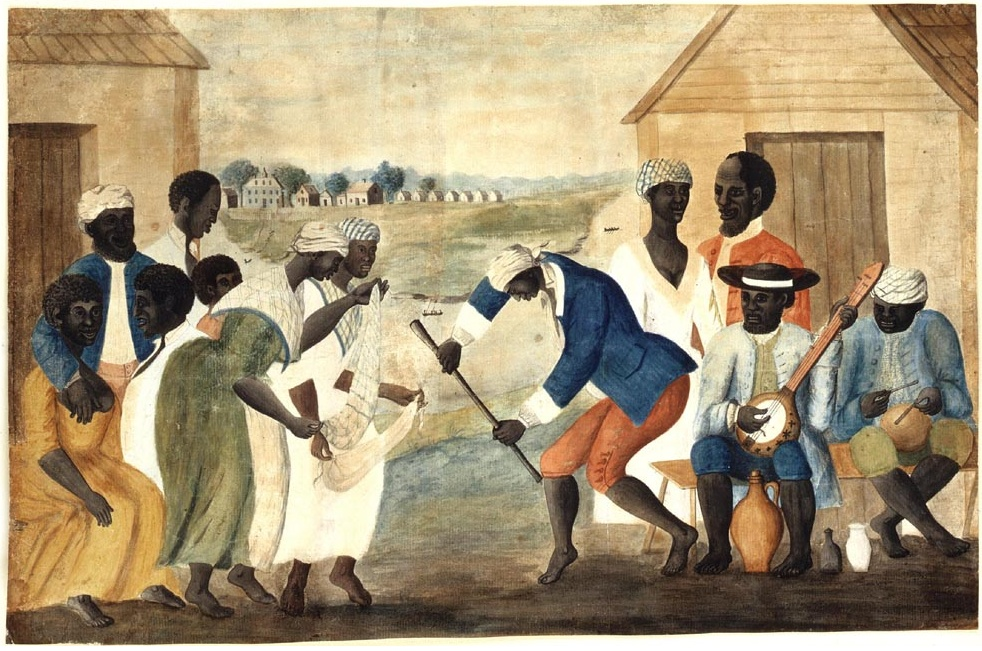
The Old Plantation c. 1785-1795. Acuarela de finales del que muestra a esclavos bailando, con un banjo y un tambor, en una plantación de Carolina del Sur

#### Primeras leyes de estatus religioso
El Código de Esclavos de Virginia de 1705 definía además como esclavos a las personas importadas de naciones que no eran cristianas. También se definía como esclavos a los nativos americanos que eran vendidos a los colonos por otros nativos americanos (de tribus rivales), o capturados por los europeos durante las incursiones en las aldeas, lo que codificaba el principio anterior de esclavización de extranjeros no cristianos.

#### Primeras causas contra la esclavitud

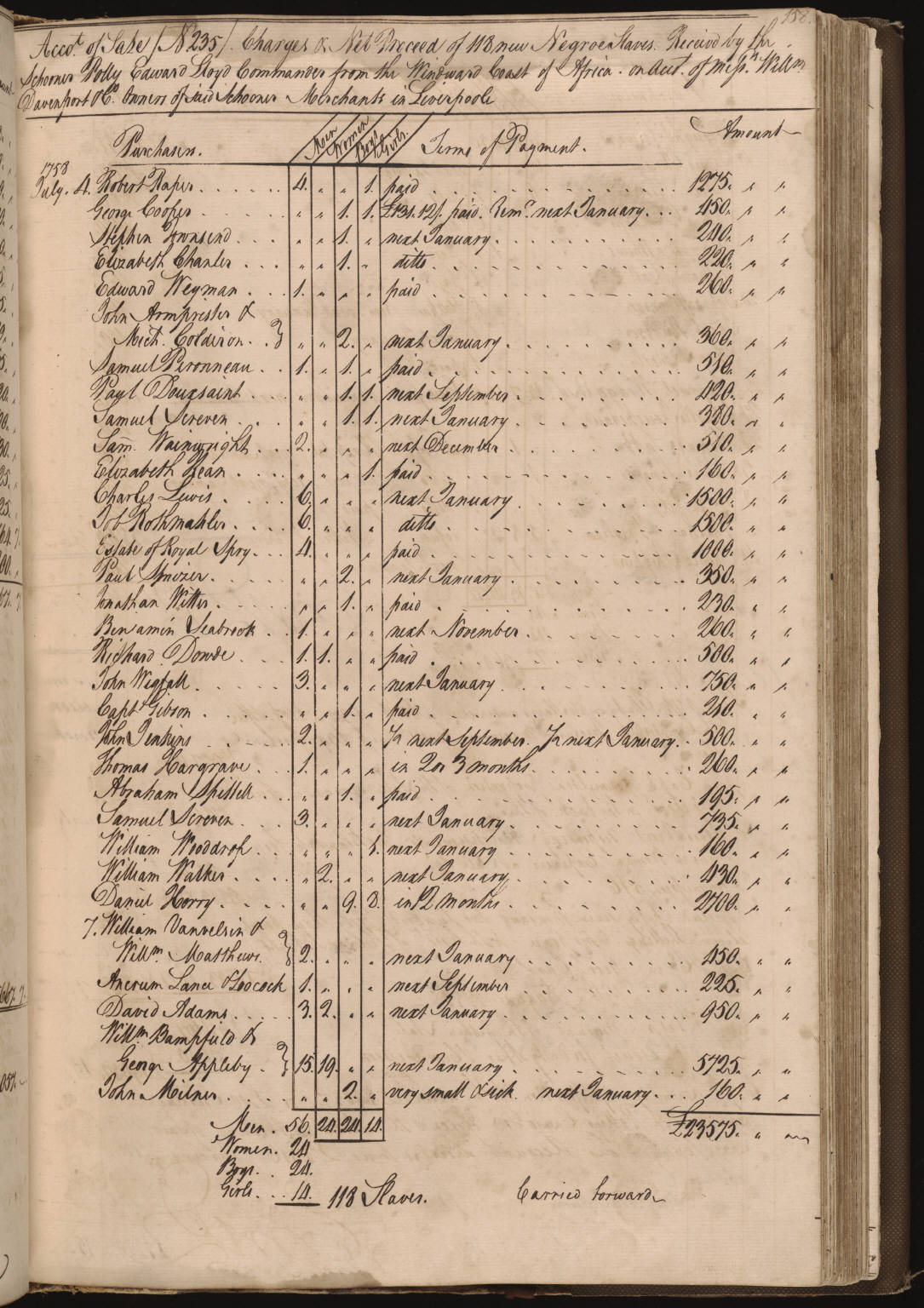
Libro de ventas de 118 esclavos, Charleston, Carolina del Sur, c. 1754.

Samuel Sewall publicó ya en 1700 un ensayo en contra de la esclavitud en Nueva Inglaterra, el cual no pasó desapercibido.
En 1735, los fideicomisarios de Georgia promulgaron una ley que prohibía la esclavitud en la nueva colonia, que se había establecido en 1733 para permitir que los "pobres dignos", así como los protestantes europeos perseguidos, tuvieran un nuevo comienzo. La esclavitud era entonces legal en las otras 12 colonias inglesas. La vecina Carolina del Sur tenía una economía basada en el uso de mano de obra esclava. Los fideicomisarios de Georgia querían eliminar el riesgo de rebeliones de esclavos y hacer que Georgia estuviese más reforzada en su conflicto territorial con el imperio español que ofrecía libertad a los esclavos fugados. James Edward Oglethorpe fue el impulsor de la colonia y el único fideicomisario que residió en Georgia. Se oponía a la esclavitud tanto por motivos morales como por razones pragmáticas, y defendió enérgicamente la prohibición de la esclavitud frente a la feroz oposición de los comerciantes de esclavos de Carolina y de los especuladores de tierras.
Los protestantes escoceses de las tierras altas que se asentaron en lo que hoy es Darien, Georgia, añadieron un argumento moral contra la esclavitud, cada vez más raro en el Sur, en su "Petición de los habitantes de New Inverness" de 1739. Por 1750 Georgia autorizó la esclavitud en la colonia porque no había podido conseguir suficientes sirvientes contratados como mano de obra. Cuando las condiciones económicas en Inglaterra empezaron a mejorar en la primera mitad del siglo XVIII, los trabajadores no tenían motivos para marcharse, especialmente para afrontar los riesgos en las colonias.
De las 8 289 786 personas libres que habitaban en los 15 estados esclavistas, 393 967 personas (4,8%) tenían esclavos, lo que hace que el dueño promedio tuviera unos diez esclavos. La mayoría de los esclavos era propiedad de los dueños de las plantaciones, que son definidos por los historiadores como aquellos que tenían veinte o más esclavos. El noventa y cinco por ciento de las personas de piel negra vivían en el Sur, representando un tercio de la población de esa región, por comparación en la zona del Norte donde las personas negras solo representaban el 2% de su población. El trabajo de los esclavos fue un factor importante en la acumulación de riqueza en los Estados Unidos en la primera mitad del siglo XIX.
Pero con la victoria de la Unión en la guerra civil estadounidense, el sistema de trabajo esclavo fue abolido. Esto contribuyó al declive de la economía sureña tras la guerra, aunque fue todavía más afectada por el continuo descenso del precio del algodón a finales del siglo. Esto complicó la recuperación de la región tras la guerra, así como un comparativamente menor nivel de infraestructuras, que provocó la carencia de productos en los mercados. El sur afrontó la competencia de productores foráneos de algodón como la India y Egipto. La industria del norte, que se había expandido rápidamente antes y durante la guerra, surgió tras ella con más fuerza que la economía agrícola del sur. Las industrias de los estados del norte terminaron por dominar muchos aspectos de la vida de la nación, entre ellos aspectos sociales y algunos asuntos políticos. La clase social de los plantadores del sur perdió temporalmente poder. El rápido desarrollo económico subsiguiente a la guerra civil aceleró el desarrollo de la moderna economía industrial de los Estados Unidos.
Doce millones de africanos fueron llevados a América entre el siglo XVI y el XIX. De ellos, se estima que 645 000 fueron enviados a lo que hoy se conoce como Estados Unidos. La mayor cantidad fue transportada a Brasil. La población esclava en los Estados Unidos había crecido hasta los cuatro millones según el censo de 1860.
En 1860 llegó a Alabama el último barco negrero estadounidense, el Clotilde. A bordo iban más de un centenar de esclavos capturados en África. Hasta 2019 se creyó que el último superviviente de ese grupo fue Oluale Kossola, Cudjo Lewis, que murió en 1935, pero una investigación de 2019 señaló a una mujer llamada Rodisha, a la que su amo le puso el nombre de Sally Smith, como la última esclava africana ya que murió dos años después, en 1937. Sally Smith apareció en un documental rodado por el departamento de Agricultura y estrenado en 1938 con el título The negro farmer ('El granjero negro'), que daba una visión paternalista blanca y segregacionista de los afroamericanos. En 1932 la entrevistaron para The Montgomery Advertaiser, y allí explicó su lugar de origen, África Occidental.

## La esclavitud en las colonias británicas
[cita requerida]
Durante la mayor parte del periodo colonial británico, la esclavitud existía en todas las colonias. Las personas esclavizadas en el Norte solían trabajar como sirvientes domésticos, artesanos, obreros y artesanos, siendo el mayor número en las ciudades. Muchos hombres trabajaban en los muelles y en la navegación. En 1703, más del 42% de los hogares de la ciudad de Nueva York tenían personas esclavizadas, la segunda proporción más alta de todas las ciudades de las colonias, sólo por detrás de Charleston (Carolina del Sur)[. Pero las personas esclavizadas también se utilizaban como trabajadores agrícolas en las comunidades agrícolas, incluso en zonas del norte del estado de Nueva York y Long Island, Connecticut y Nueva Jersey. En 1770 había 397.924 negros en una población de 2,17 millones. Su distribución era desigual: Había 14.867 en Nueva Inglaterra, donde eran el 2,7% de la población; 34.679 en las colonias del Atlántico medio, donde eran el 6% de la población (19.000 estaban en Nueva York o el 11%); y 347.378 en las cinco colonias del sur, donde eran el 31% de la población.
El Sur desarrolló una economía agrícola dependiente de los cultivos básicos. Sus plantadores adquirieron rápidamente un número y una proporción significativamente mayores de personas esclavizadas en el conjunto de la población, ya que sus cultivos de productos básicos requerían mucha mano de obra. Al principio, las personas esclavizadas del Sur trabajaban principalmente en granjas y plantaciones que cultivaban índigo, arroz y tabaco; el algodón no se convirtió en un cultivo importante hasta después de la década de 1790. Antes de eso, el algodón de fibra larga se cultivaba principalmente en las Islas del Mar de Georgia y Carolina del Sur.
La invención de la desmotadora de algodón en 1793 permitió el cultivo de algodón de grano corto en una gran variedad de zonas del continente, lo que condujo al desarrollo de grandes zonas del Sur profundo como país del algodón en el siglo XIX. El cultivo del arroz y del tabaco requería mucha mano de obra. En 1720, cerca del 65% de la población de Carolina del Sur era esclava. Los plantadores (definidos por los historiadores del Alto Sur como aquellos que tenían o más esclavos) utilizaban trabajadores esclavizados para cultivar productos básicos. También trabajaban en los oficios artesanales de las grandes plantaciones y en muchas ciudades portuarias del Sur. La última oleada de colonos del siglo XVIII que se asentó a lo largo de los Montes Apalaches y en el interior del país eran agricultores de subsistencia de la zona rural y rara vez tenían esclavos.
| Destino                                               | Porcentaje |
| ----------------------------------------------------- | ---------- |
| América portuguesa                                    | 39.0 %     |
| América británica (sin contar Norteamérica británica) | 18.4 %     |
| Imperio español                                       | 17.5 %     |
| América francesa                                      | 13.6 %     |
| Norteamérica británica                                | 6.45 %     |
| América inglesa                                       | 3.25 %     |
| Indias occidentales neerlandesas                      | 2.0 %      |
| Indias occidentales danesas                           | 0.4 %      |

Alrededor de 600.000 esclavos fueron llevados a los Estados Unidos, el 5% de los esclavos que se llevaron desde África hasta América. La gran mayoría de los esclavos africanos fueron a colonias de caña de azúcar de la región del Caribe y a Brasil, donde la esperanza de vida era corta y los esclavos tenían que ser constantemente reemplazados. La esperanza de vida era mucho más alta en los Estados Unidos, generalmente por mejor comida, menos enfermedades, menos trabajo y mejor servicio médico (requerido cita), así que los números crecieron rápidamente excediendo el número de nacimientos al de muertes, llegando a cuatro millones en el censo estadounidense de 1860. Desde 1770 hasta 1860, la tasa de crecimiento natural de esclavos norteamericanos era mucho mayor que el crecimiento de la población de cualquier nación en Europa, y era casi dos veces más rápido que la tasa de crecimiento de la población en Inglaterra.
Los primeros 19 negros llegaron cerca de Jamestown, Virginia, en 1619, llevados por comerciantes neerlandeses que se habían apoderado de un barco español de esclavos. Los españoles normalmente bautizaban a los esclavos en África antes de embarcarlos por lo que la ley inglesa los consideraba cristianos bautizados exentos de la esclavitud, de modo que estos hombres de piel negra se unieron a unos 1000 trabajadores contratados ya establecidos en la colonia. Algunos consiguieron la libertad y poseían tierras. Anthony Johnson, una persona de piel negra libre, fue el primer propietario de un esclavo en la América colonial.
En los primeros años de la colonia de la bahía de Chesapeake, la mayoría de los trabajadores procedían del Reino Unido como sirvientes. Para ganar el paso a las colonias, se firmaron los contratos de fideicomiso para pagar con trabajo el pasaje, mantenimiento y formación, por lo general en una granja, ya que las colonias eran mayormente agrícolas. Los sirvientes eran jóvenes que tenían la intención de convertirse en residentes permanentes. Algunos maestros los trataron tan bien como si fueran miembros de la familia; no eran esclavos. En algunos casos, los criminales convictos fueron transportados a las colonias como sirvientes, en lugar de ser encarcelados. Muchos escoceses, irlandeses y alemanes llegaron en el siglo XVIII.
Los historiadores estiman que más de la mitad de todos los inmigrantes blancos en las colonias británicas de Norteamérica durante los siglos XVIII y XIX llegaron como sirvientes. El número de sirvientes entre los inmigrantes era particularmente alto en el Sur. Las primeros colonos de Virginia trataron a los primeros africanos en la colonia como sirvientes. Eran liberados tras un período marcado y se les proporcionaba el uso de la tierra y suficientes suministros por sus antiguos maestros. El historiador Ira Berlin notó que lo que llamaba la generación charter estaba hecha algunas veces de hombres multirraciales que eran sirvientes, y cuyos ancestros eran africanos e ibéricos, es decir, eran descendientes de portugueses y españoles que trabajaron en los puertos africanos como comerciantes o moderadores en la venta de esclavos.
| Fecha     | Números |
| --------- | ------- |
| 1620–1700 | 21.000  |
| 1701–1760 | 189.000 |
| 1761–1770 | 63.000  |
| 1771–1790 | 56.000  |
| 1791–1800 | 79.000  |
| 1801–1810 | 124,000 |
| 1810–1865 | 51.000  |
| Total     | 597.000 |

Algunas de las colonias británicas intentaron abolir el comercio internacional de esclavos, temiendo que la importación de nuevos africanos fuera perjudicial. Los proyectos de ley de Virginia en este sentido fueron vetados por el Consejo Privado británico. Rhode Island prohibió la importación de personas esclavizadas en 1774. Todas las colonias, excepto Georgia, habían prohibido o limitado el comercio de esclavos africanos en 1786; Georgia lo hizo en 1798. Algunas de estas leyes fueron posteriormente derogadas.

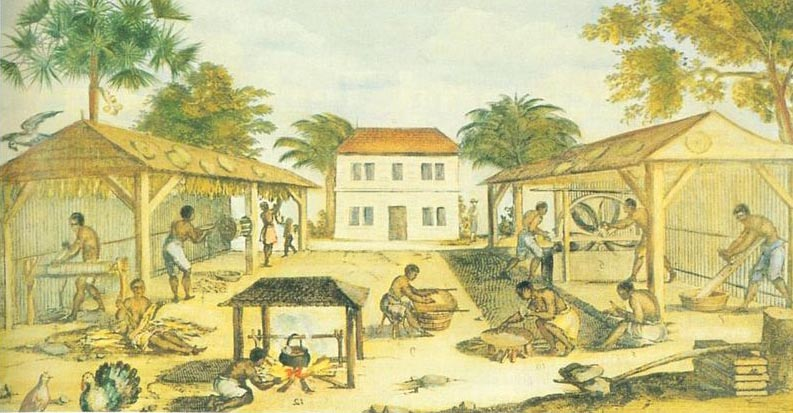
Esclavos procesando tabaco en Virginia.

La colonia de la bahía de Chesapeake tuvo dificultades para atraer suficientes trabajadores; además, había una alta tasa de mortalidad en los primeros años de la colonia. Los hacendados descubrieron que el primer problema con los sirvientes fue que se iban a la colonia después de varios años, concretamente cuando se habían convertido en trabajadores cualificados y valiosos. Además, una mejora en la economía británica a finales del siglo XVII y a principios del XVIII hizo que menos trabajadores decidieran ir a las colonias. La situación de los africanos se transformó de servidumbre voluntaria a esclavitud, por lo que no podían abandonar las colonias. No había leyes sobre la esclavitud en la historia temprana de Virginia, sin embargo, para 1640, los tribunales de Virginia habían condenado al menos a un criado negro, John Punch, a la esclavitud.

## La esclavitud en la Luisiana francesa
Luisiana se fundó como colonia francesa. En 1724, los funcionarios coloniales aplicaron el Código Negro de Luis XIV de Francia, que regulaba el comercio de esclavos y la institución de la esclavitud en Nueva Francia y las colonias francesas del Caribe. Esto dio lugar a un modelo de esclavitud diferente en Luisiana, adquirida en 1803, en comparación con el resto de Estados Unidos. Tal y como estaba redactado, el Code Noir concedía algunos derechos a los esclavos, incluido el derecho a casarse. Aunque autorizaba y codificaba los castigos corporales crueles contra los esclavos en determinadas condiciones, prohibía a los propietarios de esclavos torturarlos o separar a las parejas casadas (o separar a los niños pequeños de sus madres). También obligaba a los propietarios a instruir a los esclavos en la fe católica.
Junto con un sistema histórico francés más permeable que permitía ciertos derechos a las gens de couleur libres (personas de color libres), que a menudo eran hijos de padres blancos y de sus concubinas mestizas, un porcentaje mucho mayor de afroamericanos en Luisiana eran libres en el censo de 1830 (el 13,2% en Luisiana, frente al 0,8% en Misisipi, cuya población estaba dominada por angloamericanos blancos). La mayor parte de la "tercera clase" de personas libres de color de Luisiana, situada entre los franceses nacidos en el país y la masa de esclavos africanos, vivía en Nueva Orleans. Las personas libres de color de Luisiana solían estar alfabetizadas y educadas, y un número importante de ellas poseía negocios, propiedades e incluso esclavos. Aunque el Código Noir prohibía los matrimonios interraciales, las uniones interraciales estaban muy extendidas. Se discute si existía un sistema formalizado de concubinato conocido como plaçage. Los hijos mestizos (criollos de color) de estas uniones formaban parte de la casta social intermedia de los libres de color. Las colonias inglesas, por el contrario, funcionaban dentro de un sistema binario que trataba por igual a los esclavos mulatos y negros según la ley, y los discriminaba igualmente si eran libres. Pero muchas personas libres de ascendencia africana eran mestizas.
Cuando Estados Unidos se apoderó de Luisiana, los estadounidenses del sur protestante entraron en el territorio y empezaron a imponer sus normas. Desaconsejaron oficialmente las relaciones interraciales (aunque los hombres blancos siguieron manteniendo uniones con mujeres negras, tanto esclavizadas como libres). La influencia estadounidense en Luisiana dio lugar gradualmente a un sistema binario de razas, lo que hizo que las personas libres de color perdieran estatus al ser agrupadas con los esclavos. Perdieron ciertos derechos al ser clasificados por los blancos estadounidenses como oficialmente "negros".

## Época revolucionaria
Como dice el historiador Christopher L. Brown, la esclavitud "nunca había estado en la agenda de manera seria", pero la revolución de las Trece Colonias "la obligó a ser una cuestión pública de ahí en adelante".
Libertad ofrecida como incentivo por los británicos
Aunque en Inglaterra y Escocia se mantenía y vendía un pequeño número de esclavos africanos, la esclavitud en Inglaterra no había sido autorizada por ley en ese país, aunque sí en Escocia. En 1772, en el caso de Somerset contra Stewart, se determinó que la esclavitud no formaba parte del derecho común en Inglaterra y Gales. El papel de Gran Bretaña en el comercio internacional de esclavos continuó hasta que abolió su comercio de esclavos en 1807. La esclavitud floreció en la mayoría de las colonias británicas de América del Norte y el Caribe, y muchos ricos propietarios de esclavos vivían en Inglaterra y ejercían un poder considerable.

## Historiografía
El historiador Peter Kolchin, escribió en 1993, señalando que hasta las últimas décadas del siglo XX, los historiadores de la esclavitud se habían ocupado principalmente de la cultura, las prácticas y la economía de los esclavistas, no de los esclavos. Esto se debía en parte a la circunstancia de que la mayoría de los esclavistas sabían leer y escribir y dejaban registros escritos, mientras que los esclavos eran en su mayoría analfabetos y no estaban en condiciones de dejar registros escritos. Los estudiosos difieren en cuanto a si la esclavitud debe considerarse una institución benigna o "duramente explotadora".
Gran parte de la historia escrita antes de la década de 1950 tenía un marcado sesgo racista. En las décadas de 1970 y 1980, los historiadores utilizaron los registros arqueológicos, el folclore negro y los datos estadísticos para desarrollar una imagen mucho más detallada y matizada de la vida de los esclavos. Se demostró que los individuos eran resistentes y algo autónomos en muchas de sus actividades, dentro de los límites de su situación y a pesar de su precariedad. Entre los historiadores que escribieron en esta época figuran John Blassingame (Slave Community), Eugene Genovese (Roll, Jordan, Roll), Leslie Howard Owens (This Species of Property) y Herbert Gutman (The Black Family in Slavery and Freedom).

### Estudios y comparativas nacionales
- Berlin, Ira. Generations of Captivity: A History of African American Slaves. (2003) ISBN 0-674-01061-2.
- Berlin, Ira. Many Thousands Gone: The First Two Centuries of Slavery in North America. Harvard University Press, 1998. ISBN 0-674-81092-9
- Berlin, Ira and Ronald Hoffman, eds. Slavery and Freedom in the Age of the American RevolutionUniversity Press of Virginia, 1983. essays by scholars
- Blackmon, Douglas A. Slavery by Another Name: The Re-Enslavement of Black Americans from the Civil War to World War II. (2008) ISBN 978-0-385-50625-0.
- Blassingame, John W. The Slave Community: Plantation Life in the Antebellum South Oxford University Press, 1979. ISBN 0-19-502563-6.
- David, Paul A. and Temin, Peter. "Slavery: The Progressive Institution?", Journal of Economic History. Vol. 34, No. 3 (September 1974)
- Davis, David Brion. Inhuman Bondage: The Rise and Fall of Slavery in the New World (2006)
- Elkins, Stanley. Slavery : A Problem in American Institutional and Intellectual Life. University of Chicago Press, 1976. ISBN 0-226-20477-4
- Fehrenbacher, Don E. Slavery, Law, and Politics: The Dred Scott Case in Historical PerspectiveOxford University Press, 1981

### Estudios estatales y locales
- Fields, Barbara J. Slavery and Freedom on the Middle Ground: Maryland During the Nineteenth Century Yale University Press, 1985.
- Jewett, Clayton E. and John O. Allen; Slavery in the South: A State-By-State History Greenwood Press, 2004
- Jennison, Watson W. Cultivating Race: The Expansion of Slavery in Georgia, 1750–1860 (University Press of Kentucky; 2012)
- Kulikoff, Alan. Tobacco and Slaves: The Development of Southern Cultures in the Chesapeake, 1680–1800 University of North Carolina Press, 1986.
- Minges, Patrick N.; Slavery in the Cherokee Nation: The Keetoowah Society and the Defining of a People, 1855–1867 2003 deals with Indian slave owners.
- Mohr, Clarence L. On the Threshold of Freedom: Masters and Slaves in Civil War Georgia University of Georgia Press, 1986.
- Mutti Burke, Diane (2010). On Slavery's Border: Missouri's Small Slaveholding Households, 1815–1865. University of Georgia Press. ISBN 978-0-8203-3683-1.
- Mooney, Chase C. Slavery in Tennessee Indiana University Press, 1957.
- Olwell, Robert. Masters, Slaves, & Subjects: The Culture of Power in the South Carolina Low Country, 1740–1790 Cornell University Press, 1998.
- Reidy, Joseph P. From Slavery to Agrarian Capitalism in the Cotton Plantation South, Central Georgia, 1800–1880 University of North Carolina Press, 1992.
- Ripley, C. Peter. Slaves and Freemen in Civil War Louisiana Louisiana State University Press, 1976.